# 佐々木由香
佐々木 由香（ささき ゆか、4月16日 - ）は日本の女性声優・歌手。茨城県出身。四児の母。現在はフリー声優「七草おかゆ」で活動中。

## 来歴
ラジオオーディションに顔出しのできる作家として合格。
携帯サイト携帯放送局のラジオ番組『アルティメット・ナチュラル』にて、パーソナリティを努める。
ニコニコ生放送の公式チャンネルにて多数の番組に出演。
携帯サイトオリコンスタイルフルにて着うたフルを配信、歌手としてデビュー。
2010年にリアル鬼ごっこ2で声優デビュー。
2014年4月22日に結婚と妊娠をブログで発表した。
2014年7月5日に第一子となる男児を出産した。
2020年12月にフリーでの活動再開を発表した。

## 人物
- 方向音痴　おっとりしている
- 年齢は永遠の10万歳
- 天然（自分自身では天然ではないと思っている）
- 特技はイラスト、声を変えて話す、物語を作ること
- 最近は刺繍にハマっているらしい

## 出演作品

### ドラマ
- LADY〜最後の犯罪プロファイル〜（2011年、TBS）

### Web
- 携帯放送局K-Station(一般)（ニコニコ生放送、2009年5月12日 - 2009年6月28日）
- 携帯放送局K-Station(公式チャンネル)（ニコニコ生放送、2009年6月29日 - 2011年10月9日）
- ブルー・ミュージックチャンネル(公式チャンネル)(ニコニコ生放送、2011年10月9日～)

### ラジオ
- アルティメット・ナチュラル（パーソナリティ）
- 声優スタイル（アシスタント）
- はぎラジON（タイトルコール、木曜日）（たかはぎFM）
- モーニングスイッチ（タイトルコール）（たかはぎFM）
- 上記二つの番組にてなぞなぞコーナー、なーぞくん（たかはぎFM、毎週木曜日）

### 着うたフル
- Chance

2009年11月11日配信開始
- Phantom World

2009年12月9日配信開始
- EPILOGUE

2010年1月20日配信開始
- ガラス越しの冬

2009年2月10日配信開始
- おばあちゃんの日常

作詞：ニコニコ生放送の皆さま / 作曲：尾飛良幸 / 編曲：尾飛良幸
2010年3月2日配信開始
- プラスティックムーン

2010年3月10日配信開始
- ENGAGE

2010年4月14日配信開始
- COMPLEX

2010年6月30日配信開始
- First Contact

2010年8月11日配信開始
- 愛なのかな?恋なのかな? （Rainbow Wings）

2010年5月12日配信開始
- 夢から醒めたら～リストの囁き・S420～ （Rainbow Wings）

2010年10月6日配信開始
- 花蝶風月～蝶ガ一輪ノ華ニ舞フ～ （Rainbow Wings）

2011年9月7日配信開始

### CD
- アブナイ恋の万葉集（只野ミコ）
- おかゆ(2013年4月17日発売・ポニーキャニオン)

### イベント
- GalaDearライブ（2009年11月27日）
- Dream Catch Premium 特別版 ムーブマンエンタープライズPresents「甘い誘惑～Sweet Chocolate～」（2010年2月14日）
- K-Stationライブ（2010年6月～毎月第2土曜日）

### その他
- デジタル写真集『Prologue』（2010年2月14日発売）